# برندون استنتون

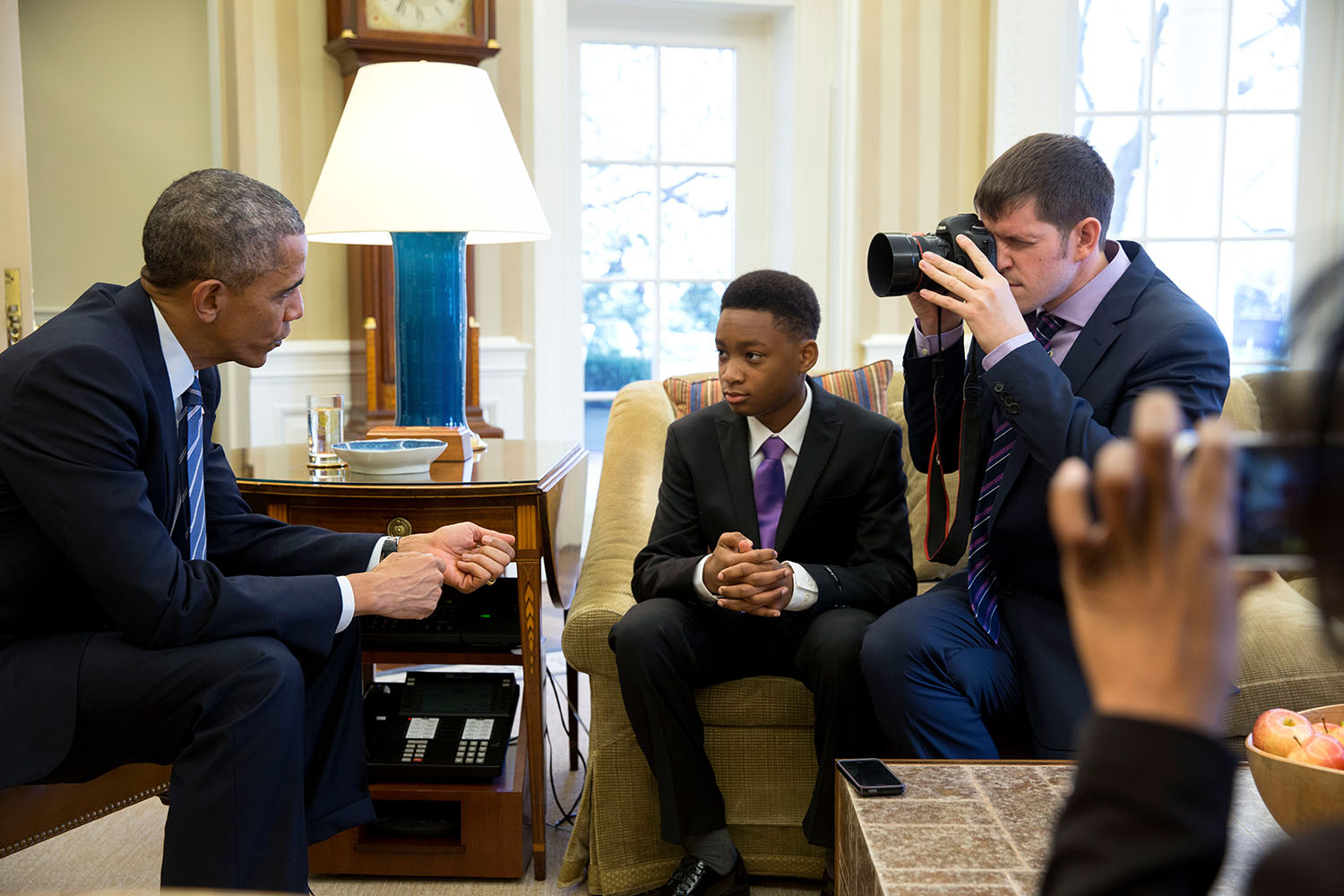
برندون استنتون، درحال عکس‌برداری از باراک اوباما - ۲۰۱۵

برندون استنتون (۱۹۸۴-) عکاس و وبلاگ نویس آمریکایی است. استنتون را بیشتر به خاطر صفحه فیسبوکش آدم‌های نیویورک و وبلاگی که به همین دلیل راه انداخته می‌شناسند. استنتون در دسامبر ۲۰۱۳ به ایران هم سفر کرده و عکس‌های او از ایران با استقبال گسترده مخاطبان آمریکایی و غیر آمریکایی او مواجه شده‌است. استنتون که در اولین سفر خود به کشورهای خاورمیانه به ایران آمده بود دربارهٔ این سفر در وب‌سایتش نوشت: «در ایران آمریکایی‌ها به صورت خاصی مورد احترام و علاقه هستند. در هر سفرنامه‌ای به ایران که من مطالعه کردم این موضوع مورد اشاره قرار گرفته‌است و من می‌توانم این واقعیت را مجدداً تأیید کنم. به شما لبخند زده می‌شود، برای شما دست تکان می‌دهند، به خوردن غذا دعوت می‌شوید.» استنتون با کمک یک مترجم دو هفته در ایران ماند و به نقاط مختلف آن برای گرفتن عکس‌هایی از مردم و زندگی در ایران سفر کرد.
او بار دیگر در اوت سال ۲۰۱۵ به ایران سفر کرد. این عکاس آمریکایی پس از بازگشت از ایران گفته‌است که کار او با ایران تمام نشده‌است و وی علاقه دارد تا بار دیگر به ایران سفر کند.